# Cagnano Varano
Pour les articles homonymes, voir Cagnano (homonymie).
Cagnano Varano est une commune italienne de la province de Foggia dans la région des Pouilles.

## Administration
| Période                                  | Période | Identité | Étiquette | Qualité |
| ---------------------------------------- | ------- | -------- | --------- | ------- |
|                                          |         |          |           |         |
| Les données manquantes sont à compléter. |         |          |           |         |

### Hameaux
Porto di Capojale, Bagno di Varano, San Nicola Imbuti

### Communes limitrophes
Carpino, Ischitella, Monte Sant'Angelo, San Marco in Lamis, San Nicandro Garganico